# Martín Díaz
Martín Díaz, vollständiger Name Martín Damián Díaz Pena, (* 18. März 1988 in Montevideo) ist ein uruguayischer ehemaliger Fußballspieler.

## Karriere

### Verein
Der nach Angaben seines Vereins 1,87 Meter große, auch im Mittelfeld einsetzbare Defensivakteur Díaz spielte bereits in der Jugend 2004 für Defensor. Er stand mindestens in der Apertura 2009 im Erstligakader Defensors. Bei den Montevideanern lief er in der Spielzeit 2009/10 dreimal in der Primera División auf. Ein Tor erzielte er nicht. Anfang Oktober 2009 wurde er an den rumänischen Klub Dinamo Bukarest verliehen. Auch eine Station bei El Tanque Sisley ist verzeichnet, dem er sich im Juli 2010 anschloss. Im August 2010 wechselte er sodann zum spanischen Verein CD Badajoz in die Segunda B. Dort debütierte er am 1. September 2009 in der Copa del Rey gegen Jaén. Sein erstes Ligaspiel bestritt er am 26. September 2010 gegen Cacereño. Insgesamt wurde er in der Saison 2010/11 neunmal in der Liga und zweimal in der Copa del Rey eingesetzt. Im November 2012 schloss er sich den Montevideo Wanderers an. In der Spielzeit 2012/13 sind für ihn beim uruguayischen Erstligisten neun Ligaspiele (kein Tor) verzeichnet. Im August 2013 wurde er in der ersten Runde der Copa Sudamericana 2013 in den beiden Partien des Klubs gegen den paraguayischen Vertreter Club Libertad eingesetzt, in denen man aus dem Wettbewerb ausschied. Sodann absolvierte er in der Spielzeit 2013/14 32 Ligaspiele, erzielte einen Treffer und gewann mit dem Team die Clausura 2014. Am 17. Juli 2014 wurde sein Wechsel zu Atlético de Rafaela vermeldet. Bei den Argentiniern unterschrieb er einen Vertrag über anderthalb Jahre. Dort wurde er in sechs Erstligaspielen (kein Tor) und einer Partie (kein Tor) der Copa Argentina eingesetzt. Mitte Januar 2016 schloss er sich dem uruguayischen Erstligisten Liverpool Montevideo an und bestritt in der Clausura 2016 zwölf Erstligaspiele (kein Tor).

### Nationalmannschaft
Díaz war Teil des uruguayischen Aufgebots, das an der U-16-Südamerikameisterschaft in Paraguay teilnahm und das Halbfinale erreichte. Im Gruppenspiel gegen Ecuador erzielte er dort beim 2:1-Sieg einen Treffer. Mit der U-17 Uruguays, der er spätestens seit Oktober 2004 angehörte, nahm er sowohl an der U-17-Südamerikameisterschaft 2005 in Venezuela, als auch an der U-17-Weltmeisterschaft 2005 in Peru teil. Im WM-Turnier wurde er in den Begegnungen gegen die Auswahlmannschaften aus Mexiko, der Türkei und Australien eingesetzt. Während seiner Zeit als Junioren-Nationalspieler wirkte er auch als Mannschaftskapitän der U-15, der U-17 und der U-20. Mit der U-20 nahm er an der U-20-Südamerikameisterschaft 2007 in Paraguay teil.

### Erfolge
- Clausura 2014 (Primera División, Uruguay)
- U-17-Vize-Südamerikameister: 2005